# Mistrzostwa Świata w Łyżwiarstwie Szybkim w Wieloboju 1897
5. mistrzostwa świata w łyżwiarstwie szybkim w wieloboju odbyły się w dniach 5-9 lutego 1897 roku w Montrealu, w Kanadzie. Zawodnicy startowali na naturalnym lodowisku w Crystal Stadium. W zawodach wzięli udział tylko mężczyźni. Zawodnicy startowali na czterech dystansach: 500 m, 1500 m, 5000 m, 10000 m. W biegu na 5000 metrów rozegrano kwalifikacje i finał, do którego awansowało 4 najlepszych zawodników z kwalifikacji. Aby wyłonić zwycięzcę w biegu na 1500 m potrzebna była dogrywka. Mistrzem zostawał zawodnik, który wygrywał trzy z czterech dystansów. Jedyny raz w historii tytuł mistrzowski wywalczył Kanadyjczyk, Jack McCulloch. Srebrnych i brązowych medali nie przyznawano. Miejsca pozostałych zawodników są nieoficjalne.

## Uczestnicy
W zawodach wzięło udział 10 łyżwiarzy z 3 krajów. Sklasyfikowanych zostało 2.
| Państwa biorące udział w mistrzostwach | Państwa biorące udział w mistrzostwach | Państwa biorące udział w mistrzostwach | Państwa biorące udział w mistrzostwach |
| -------------------------------------- | -------------------------------------- | -------------------------------------- | -------------------------------------- |
| Cesarstwo Niemieckie                   | Kanada                                 | Norwegia                               |                                        |

## Wyniki
- DNF – nie ukończył, DNS – nie wystartował, f – wywrócił się

| Pozycja | Zawodnik         | Kraj                 | 500 m      | 5000 m       | 1500 m       | 1500 m dogrywka | 10000 m      | 5000 m powtórka |
| ------- | ---------------- | -------------------- | ---------- | ------------ | ------------ | --------------- | ------------ | --------------- |
| 01 !    | Jack McCulloch   | Kanada               | 48.2 (2.)  | 8:32.8 (1.)  | 2:42.4 (1.)  | 2:40.8 (1.)     | 20:02.4 (1.) | 9:25.4 (1.)     |
| (2.)    | John Davidson    | Kanada               | 50.2 (5.)  | 8:52.6 (3.)  | 2:47.4 (4.)  | 9:59.0 !        | 20:43.4 (3.) | 10:00.6 (3.)    |
| DNS     | Julius Seyler    | Cesarstwo Niemieckie | 48.6f (3.) | 8:47.6 (2.)  | 2:43.2 (3.)  | 9:59.0 !        | 20:42.2 (2.) | 59:59.9 !       |
| DNS     | Charles Greene   | Kanada               | 49.2 (4.)  | 8:52.8 (4.)  | 2:48.6 (6.)  | 9:59.0 !        | 21:23.4 (4.) | 59:59.9 !       |
| DNS     | Alfred Næss      | Norwegia             | 46.8 (1.)  | 9:01.5 (7.)  | 2:42.4 (1.)  | 2:41.2 (2.)     | 59:59.9 !    | 59:59.9 !       |
| DNS     | Martinus Lørdahl | Norwegia             | 50.6f (6.) | 8:55.0 (5.)  | 2:52.4f (8.) | 9:59.0 !        | 59:59.9 !    | 09:39.2 (2.)    |
| DNS     | William Merrit   | Kanada               | 50.8 (7.)  | 8:57.0 (6.)  | 2:52.0 (7.)  | 9:59.0 !        | 59:59.9 !    | 59:59.9 !       |
| DNS     | Tom Moore        | Kanada               | 50.8 (7.)  | 9:07.4 (8.)  | 2:48.2 (5.)  | 9:59.0 !        | 59:59.9 !    | 59:59.9 !       |
| DNF     | Albert Pilkie    | Kanada               | 53.4 (9.)  | 9:15.6 (9.)  | DNF          | 9:59.0 !        | 59:59.9 !    | 59:59.9 !       |
| DNF     | Albert Lee       | Kanada               | 56.0 (10.) | 9:39.2 (10.) | 3:08.8 (9.)  | 9:59.0 !        | 59:59.9 !    | DNF             |